# Buchsweiler (Wüstung)
Buchsweiler ist eine Wüstung nordwestlich von March-Holzhausen im Breisgau im Südwesten von Baden-Württemberg. Die Siedlung reichte vermutlich bis in die Römerzeit zurück und ging spätestens gegen Ende des 15. Jahrhunderts unter.

## Geographie

Auszug aus dem Gemarkungsplan Holzhausens aus dem Jahr 1774. Im Kreis ist die Buchsweiler Kirche gekennzeichnet

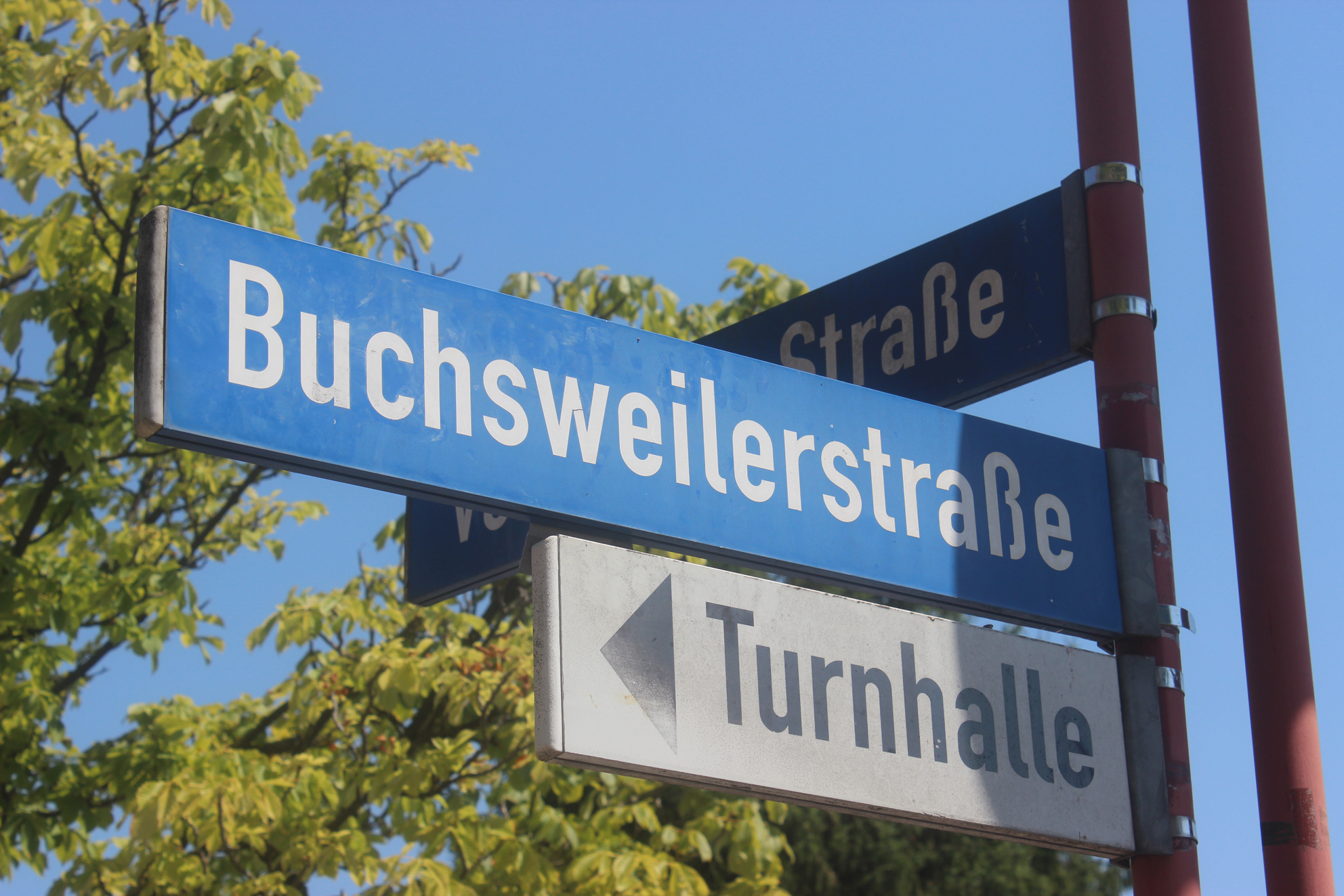
Die zentrale Dorfstraße in Holzhausen ist seit 1974 nach der Wüstung benannt

Das Gebiet von Buchsweiler liegt auf Gemarkung Holzhausen im Gewann Oberer Kapellenacker und ist vom heutigen Holzhauser Ortskern rund einen halben Kilometer entfernt. Die Siedlungsstätte liegt nordwestlich von Holzhausen, etwas oberhalb der Straße die nach Bottingen führt.
Die ehemalige Siedlungsstätte liegt heute zwischen 0,8 und 1,2 m unter der Oberfläche. Die darüber liegenden Flächen werden heute landwirtschaftlich genutzt. Aus dem Acker ragen keinerlei Geländepunkte, Bauwerkreste etc. mehr aus dem Boden. Daher ist von der Siedlung Buchsweiler heute absolut nichts mehr zu erkennen.
In Holzhausen heißt auch heute noch die Straße, die durch den alten Ortskern führt, Buchsweilerstraße. Einige historische Quellen gehen davon aus, dass sie ursprünglich einmal eine Parallelstraße zur Bottinger Straße war und in ihrer nördlichen Verlängerung zum Buchsweiler Platz führte. Geografisch ist das durchaus wahrscheinlich, aber keinesfalls gesicherte Erkenntnis.
In Bottingen weist ebenso die dortige Buchsweilerstraße auf die ehemalige Siedlung hin.

## Geschichte
Die Erstnennung der Wüstung Buchsweiler geht einher mit der Erwähnung einer Pfarrkirche in einem Eintrag des sogenannten liber decimationis, einem Zehntverzeichnis der Diözese Konstanz. Es wurde in den Jahren 1274/1275 angelegt. Dort heißt es: Plebanus in Buhswil iuravit de ecclesia… Über die eigentliche Siedlung geben die Quellen allerdings kaum Auskunft. Für das 14. und 15. Jahrhundert ist lediglich ein herrschaftlicher Fronhof direkt fassbar, der 1327 in einer Auflistung des Adelhauser Klosters Erwähnung findet. Der Hof, an dem auch der Kirchensatz hing, wurde im Januar 1402 an das Kloster St. Trudpert veräußert. Wenig später folgte die Inkorporation der Buchsweiler Kirche. Zu diesem Zeitpunkt war die Siedlung wohl bereits wüst gefallen. Denn laut der Inkorporationsurkunde hatte die Pfarrgemeinde einst viele Pfarrkinder, doch sei die Gemeinde durch Seuchen und Kriege fast völlig ausgelöscht. 
Im Jahre 1493 wird die ecclesia Buchswiler als mortua bezeichnet (Burger & Zell), worauf zu schließen ist, dass keine Gemeinde mehr zu versorgen und damit zu diesem Zeitpunkt die Siedlung endgültig abgegangen war. 
Die Buchsweiler Kirche existierte aufgrund der Initiative einzelner Adliger noch bis in die Neuzeit hinein. Allerdings wurde dort nur noch einmal in der Woche eine Messe gelesen. Im Jahre 1605 erwirkte der Ortsherr von Holzhausen, Andreas von Harsch, beim Bischof von Konstanz die Erlaubnis, den mittlerweile verwahrlosten Kirchenbau zu renovieren. Als Anbau bekam die Kirche nun ein Bruderhaus, um dem weiteren Verfall der Kirche/Kapelle vorzubeugen. 
Als im Jahr 1790 der letzte Kapellenbruder Michael Groß starb, so berichtete 1821 der ehemalige Holzhauser Pfarrer Kupferschmitt, wurden das Bruderhaus und der Kirchenbau bald komplett niedergerissen. Es ist davon auszugehen, dass in den darauf folgenden Jahrzehnten, der ehemalige Siedlungsplatz von Buchsweiler von Trümmern vollständig abgeräumt und die Flächen eingeebnet wurden. Ab diesem Zeitpunkt dürfte die Wüstung ihr heutiges Aussehen bekommen haben.

## Lokalisierung

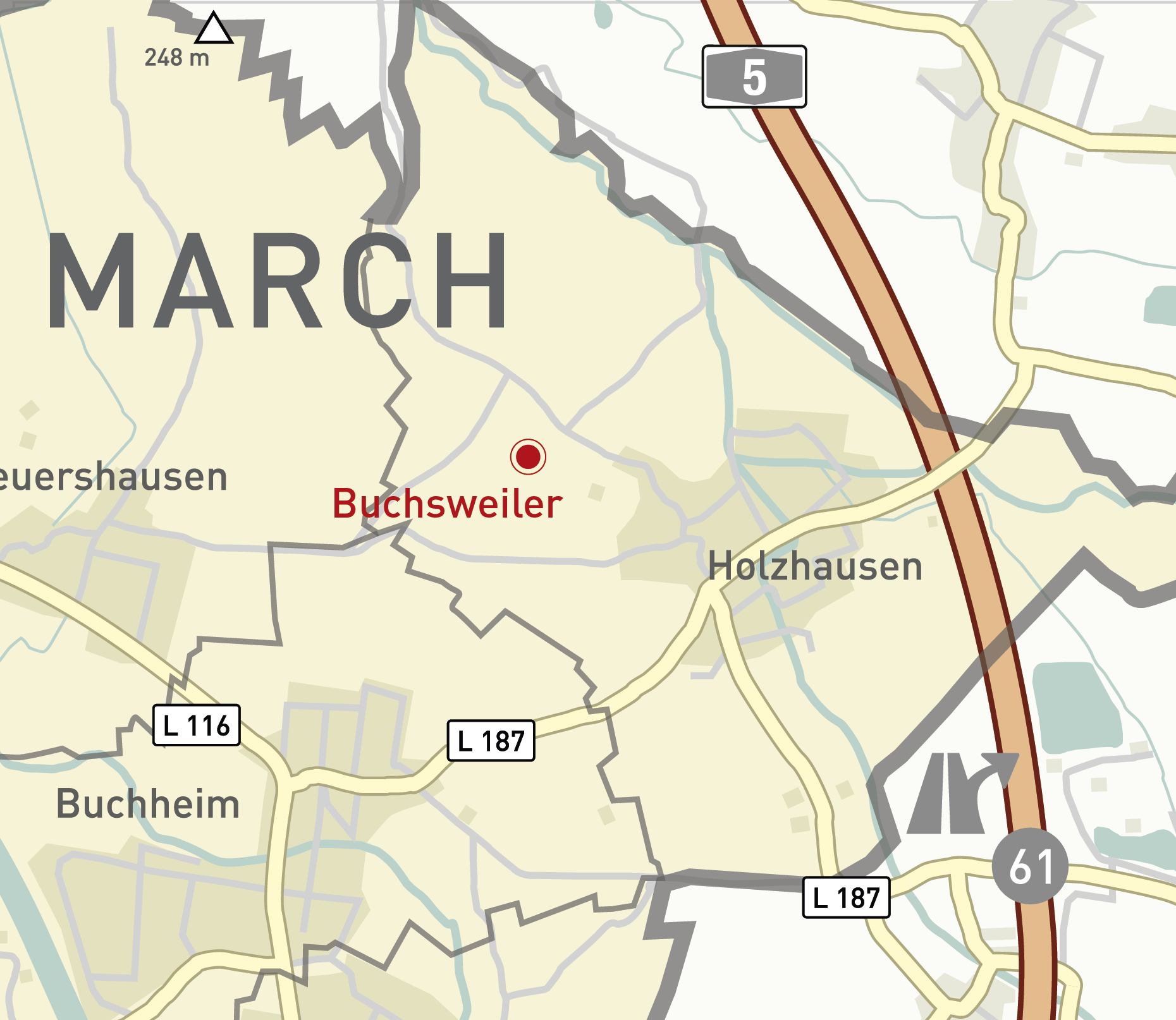
Die Lage Buchsweilers mit heutigen Karten

Mit dem Abriss der letzten Bauten von Buchsweiler, verschwand auch bald die Kenntnis über die genaue Lage der Wüstung. In sämtlichen danach folgenden Literaturen wurde der exakte Standort von Buchsweiler stets unpräzise beschrieben, oder gleich ganz darauf verzichtet. 
1960 gelang es dem Historiker Helmut Maurer den Standort genauer zu lokalisieren. Einerseits identifizierte er verschiedene Flurstücke anhand der heutigen Flurnamen; andererseits bestimmte er den einstigen Kirchenstandort anhand eines historischen Gemarkungsplans aus dem Jahre 1774. Auf diesem ist die Siedlung Buchsweiler an einem von der heutigen Bottinger Straße abzweigenden Grasweg eingezeichnet. Es zeigt ein als Kirche (mit einem roten Kreuz markiert) ausgezeichnetes Gebäude, welches Maurer mit der Buchsweiler Kirche gleichsetzte. Anhand der scharfen Biegung des Grasweges, kann dieses Gebiet auch auf heutigen Landkarten identifiziert werden. Es handelt sich um das Flurstück 827 auf dem Gewann „Oberer Kapellenacker“, welches sich auch bis in die Hälfte des 20. Jahrhunderts durch eine abweichende Parzellierung hervorhob. 
Dennoch führten die damaligen Untersuchungen, die Buchsweiler Kirche zu finden, nicht zum gewünschten Erfolg. Erst im Frühjahr 1999 führte die Begehung eines einheimischen Pendelgängers zur punktgenauen Lokalisierung auf dem mutmaßlichen Gebiet. Aufgrund von Pendelausschlägen legte er drei Sondagen an. In einem der Schürflöcher wurde in 1,2 Metern Tiefe tatsächlich eine Mauer entdeckt. Anhand dieses Befunds wurde das zuständige Denkmalamt informiert.
Wer das Gebiet heute aufsuchen möchte, begibt sich in die Bottinger Straße ortsauswärts. Etwa 50 Meter nach der Abzweigung zum alten Wasserwerk am „Heuweg“, zweigt links ein Grasweg hangwärts ab. Die Stellen, an denen die Fundamentreste der Buchsweiler Kirche lokalisiert wurden, sind etwa im Bereich der scharfen Biegung des beschriebenen Graswegs, auf halbem Weg zum Hang hin auf der rechten Seite, etwa 10 Meter westlich vom Weg entfernt.

## Archäologische Befunde
Bei dem Befund von 1999 handelte es sich um schlecht erhaltene, ca. 80 cm breite Mauerreste. Im weiteren Verlauf dieser Mauer, wurden mehrere menschliche Knochen geborgen. Anhand der Untersuchungen des Landesdenkmalamtes, konnten die Knochen drei menschlichen Individuen zugeordnet werden. Da die Mauer- und Fundamentreste, sowie etwaige weitere Befunde nicht gefährdet waren, wurde eine genauere Untersuchung durch die Behörden abgelehnt.
Es bot sich allerdings die Möglichkeit im Rahmen der „Gegenwartsbezogenen Landschaftsgenese“ eine geomagnetische Untersuchung durchzuführen. Archäologen der Albert-Ludwigs-Universität Freiburg prospektierten einen Bereich des Flurstücks von etwa 110 × 50 Metern mit einer Cäsium-Dampfsonde. Ziel der Untersuchung war festzustellen, ob im Untergrund Strukturen vorhanden sind, die auf ein Kirchengebäude schließen lassen. Das dabei entstandene Magnetogramm zeigt verschiedene Kontraste, wobei die hellen bis weißlichen Flächen negative (erhabene) und die dunklen bis schwarzen positive (eingetiefte) Anomalien darstellen. Die in der Bildmitte befindliche und in West-Ost-Richtung orientierte Gesamtstruktur (weiße Linien), stellt den auffälligsten Befund dar. Aufgrund der Form und der beachtlichen Größe von ca. 22 × 12 Meter ist das Gebäude tatsächlich als die einstige Kirche von Buchsweiler anzusprechen.
Über einen Großteil der Untersuchungsfläche ist eine Vielzahl von kleineren positiven Anomalien/Gruben zu beobachten (Kreissignatur). Da diese regelrechte Reihungen ausbilden und zum Teil rechtwinklig zueinander stehen, sind sie als sogenannte Pfostengruben zu interpretieren (D. Guldin), welche die Reste von Holzständerbauten darstellen. Gerade diese Bauweise spricht für eine Besiedlung des Platzes lange vor Einsetzen der historischen Quellen in frühmittelalterlicher Zeit. Für eine Zeitstellung vor der Errichtung des Kirchenbaus spricht der Umstand, dass ein Großteil der Pfostengruben in enger räumlicher Nähe zu dem Gebäude liegen. 
Einst dürfte um die Kirche ein Friedhof gelegen haben, worauf die Knochenfunde schließen lassen. Die historischen Gemarkungskarten weißen die angrenzenden Bereiche um das Anwesen als landwirtschaftliche Flächen aus, die auch heute noch bewirtschaftet werden. Es ist daher unwahrscheinlich, dass es sich bei den Pfostengruben um spätere bauliche Maßnahmen handelt. Sie dürften vielmehr zu einer älteren Besiedlungsphase gehören. 
Neben mittelalterlicher bis frühneuzeitlicher kann auch mit einer römerzeitlichen Zeitstellung gerechnet werden, was Funde von römischen Leistenziegelbruchstücken und eines auf 184 n. Chr. datierten römischen Denars hinweisen. 
Die zeitliche Bestimmung des Kirchenbaus konnte nicht geklärt werden. Denn in der über 500-jährigen fassbaren Geschichte der Buchsweiler Kirche, ist mit verschiedenen Aus- und Umbauphasen oder sogar mit kompletten Neubauten zu rechnen.
Hierüber hinausgehende Aufschlüsse zur Datierung der Befunde und damit zur Siedlungsentwicklung der einstigen Siedlung Buchsweiler könnten zukünftige archäologische Forschungen liefern.

## Persönlichkeiten
- Ludwig von Werner (1754–1808), kurhessischer Generalleutnant und Befehlshaber der Truppen der Hessen-darmstädtischen Armee

## Ungedruckte Quellen
- D. Guldin: Holzhausen. Mittelalterliche Wüstung. Bericht über die geophysikalische Prospektion, in: Ortsakten Landesdenkmalamt Baden-Württemberg (2001)

Koordinaten: 48° 4′ 27,1″ N, 7° 47′ 26,1″ O